# برواليا مثمرة
برواليا مثمرة (الاسم العلمي:Browallia fruticosa)  هو نوع من النباتات يتبع جنس برواليا من الفصيلة الباذنجانية.